# Лазарович Василь Григорович
Лазарович Василь Григорович (нар. 1 жовтня 1930 р., с. Баня–Березів на Івано-
Франківщині, до 1939 р. територія Польщі) — український науковець.
Почесний професор ВНЗУ Української медичної стоматологічної академії, доцент, кандидат біологічних наук, член Спілки літераторів України.

## Біографія
Був четвертою дитиною в багатодітній родині землеробів. Працював учителем в Яблунівській середній школі, а згодом асистентом, доцентом та завідувачем кафедри фізики Івано-Франківського медінституту, а з 1983 р. завідувачем кафедри біофізики, інформатики медичної апаратури в Полтавській медичній стоматологічній академії.
Захоплюється філателією. Має багату колекцію марок, листівок, конвертів, присвячених Тарасу Шевченку, Івану Франку, Лесі Українці, Василю Стефанику.
На даний час проживає у м. Полтава, веде активну просвітницьку діяльність.

## Наукові дослідження
Займався дослідженням впливу надвисокочастотних електромагнітних полів на обмін речовин в здоровому організмі тварин та при пухлинному рості.
Автор більше 150 друкованих публікацій. Із них 8 монографій, двотомний підручник «Медична і біологічна фізика», «Підручник — практикум з біофізики для іноземних студентів», а також 6 практикумів для лабораторних робіт з біофізики для студентів медичних вузів.
Брав участь у 7 міжнародних наукових конференціях. Нагороджений дипломом та почесною грамотою Всесоюзного Науково — Технічного товариства СРСР, почесною грамотою Міністерства Освіти, трьома грамотами загальнонаціонального конкурсу «Українська мова — мова єднання» Національної спілки журналістів України (Одеська регіональна організація).
Запатентовано 5 винаходів та 45 раціоналізаторських пропозицій.

## Громадська діяльність
Для широкого загалу читачів полум'яний патріот рідної землі написав, видав та подарував бібліотекам роботи «В. І. Вернадський і Полтавщина» (біографічний нарис), «Іван Пулюй» (біографічний нарис), книги «Україна в боротьбі за державність», «Люби і захищай свій рідний край», «Про мовні проблеми і дещо до теми».

## Відеоматеріали
- http://www.ltava.poltava.ua/news/10190/ [Архівовано 19 березня 2018 у Wayback Machine.]